# Koutny Lajos
Koutny Lajos (Budapest, 1939. október 17. – 2022. december 21.) 62-szeres válogatott jégkorongozó (védőjátékos), edző.

## Pályafutása

### Játékosként
Szülei taníttatták a korcsolyázásra. Több sportággal ismerkedett meg, majd 1955 végén Háray Béla invitálására a Testvériség, később BVSC jgkorong csapatába igazolt. 1955-től 1972-ig játszott a BVSC  felnőtt csapatában. 1959-ben bekerült a magyar jégkorong válogatottba. 1963-tól 1969-ig állandó csapattag volt. (a válogatott „kezdő ötöse” az ő nevével kezdődött ). Hét világbajnokságon játszott a magyar válogatottban, köztük az 1965-ős Tamperei VB-n, ahol a „B” csoportban a 4. lett válogatottunk. Ezzel a mai napig minden idők legjobb helyezését érte el, hiszen összesítésben a világon a 12.-ik lett.[forrás?]
Koutny részt vett a magyar jégkorong válogatott  legutóbbi olimpiai szereplésén 1964-ben Innsbruckban. Ő volt a nyitóünnepségen a magyar csapat zászlóvivője is.
Válogatott kerettagként illetve  játékosként a következő világbajnokságokon illetve olimpián szerepelt:
- 1959. Plzen B csoport,
- 1963. Stockholm C csoport,
- 1964. Innsbruck (Téli Olimpiai Játékok),
- 1965. Tampere B csoport,
- 1966. Torino (Téli Universiade),
- 1966. Zágráb B csoport,
- 1967. Bécs B csoport,
- 1969. Szkopje C csoport.

### Edzőként
Aktív pályafutása befejeztével – 1972–1974 között – a BVSC felnőttcsapatának az edzője. 1980–1982 az OB II.-es Kontakta csapatában játszott.

## Hazai sikerei
- OB 1. ezüstérem,  6 alkalommal
- OB 1. bronzérem, 10 alkalommal.